# Dreieck München-Feldmoching
Het Dreieck München-Feldmoching is een verkeersknooppunt in de Duitse deelstaat Beieren.
Op dit trompetknooppunt ten noorden van het stadsdeel Feldmoching in München sluit de A92 Deggendorf-München aan op de A99, de Autobahnring van München.

## Configuratie
Knooppunt
Het is een trompetknooppunt.
Rijstroken
Nabij het knooppunt heeft de A99 2x3 rijstroken en de A92 heeft 2x2 rijstroken.
Alle verbindingswegen hebben twee rijstroken.

## Verkeersintensiteiten
| Van                    | Naar                        | Gemiddeld aantal voertuigen per dag | Percentage vrachtverkeer |
| ---------------------- | --------------------------- | ----------------------------------- | ------------------------ |
| AD München-Feldmoching | AS Oberschleißheim (A 92)   | 53.000                              | 9,0 %                    |
| AD München-Feldmoching | München-Ludwigsfeld (A 99)  | 112.400                             | 14,6 %                   |
| AD München-Feldmoching | AS München-Neuherberg (A99) | 71.100                              | 12,6 %                   |

## Richtingen knooppunt
| Aansluitende wegen                                | Aansluitende wegen                          | Aansluitende wegen                                  | Aansluitende wegen | Aansluitende wegen |
| ------------------------------------------------- | ------------------------------------------- | --------------------------------------------------- | ------------------ | ------------------ |
|                                                   |                                             | richting Deggendorf / Luchthaven München Neurenberg |                    |                    |
|                                                   |                                             |                                                     |                    |                    |
| richting München-Ludwigsfeld Augsburg / Stuttgart | richting Kreuz München-Nord Salzburg (A)(I) |                                                     |                    |                    |
|                                                   |                                             |                                                     |                    |                    |
|                                                   |                                             |                                                     |                    |                    |